# Falconina melloi
Falconina melloi is een spinnensoort uit de familie van de loopspinnen (Corinnidae).
De wetenschappelijke naam van de soort werd in 1953 als Falconia melloi gepubliceerd door Ehrenfried Schenkel-Haas.